# Paul Ruf
Paul Ruf (* 26. Juni 1890 in Würzburg; † 12. November 1964 in München) war ein deutscher Germanist und Bibliothekar.

## Leben
Ruf besuchte von 1897 bis 1900 die Volksschule in München, dann bis 1909 Gymnasien in Schäftlarn und München. Das Studium der Klassischen Philologie und Geschichte schloss er 1913 mit dem Lehramtsexamen ab; 1914 wurde er an der Universität Münchenpromoviert. 1917 trat er in die Bayerische Staatsbibliothek ein, bei der er 1919 die Fachprüfung zum Bibliothekar bestand (1928 Staatsoberbibliothekar). 1920 wurde er Kustos der Handschriftenabteilung, dort rückte er 1939 zum stellvertretenden Leiter und 1946 zum Leiter auf. 1949 wurde er Direktor der Bayerischen Staatsbibliothek. 1956 wurde er pensioniert.
Er war Mitglied der Kommission für bayerische Landesgeschichte bei der Bayerischen Akademie der Wissenschaften und Honorarprofessor für Bibliothekswissenschaft an der Universität München.

## Publikationen (Auswahl)
- Studien zum Urkundenwesen der Bischöfe von Freising im 12. und 13. Jahrhundert. Hübschmann, München 1914 (Dissertation, München, Universität).
- Ausgaben des Klosters Benediktbeuren für Bücher und Schreibzeug von 1495–1510. In: Albert Hartmann (Hrsg.): Festschrift für Georg Leidinger, zum 60. Geburtstag am 30. Dez. 1930. Schmidt, München 1930, S. 219–228.
- Mittelalterliche Bibliothekskataloge Deutschlands und der Schweiz. 2 Bände, München 1932 ff.
- Eine Ingolstädter Bücherschenkung vom Jahre 1502. Mit einem beschreibenden Verzeichnis der erhaltenen Handschriften und Drucke. München 1933.
- Säkularisation und Bayerische Staatsbibliothek. Wiesbaden 1962.